# Piotr Pussak
Piotr Pussak (ur. 12 lipca 1891 w Biadkach koło Krotoszyna, zm. 6 listopada 1933 w Ostrowie Wielkopolskim) – polski działacz polityczny i samorządowy, poseł na Sejm Ustawodawczy (1919–1922). 

## Życiorys
Po ukończeniu szkoły powszechnej kształcił się w zawodzie murarza. Przez pewien okres przebywał na emigracji zarobkowej w Nadrenii. W trakcie I wojny światowej Pussak został powołany do armii niemieckiej i przez dwa lata służył w niej na froncie francuskim. Z powodu inwalidztwa został zwolniony ze służby w 1917 roku. Następnie założył i prowadził własne przedsiębiorstwo budowlane w Ostrowie Wielkopolskim, gdzie także osiadł. Podczas powstania wielkopolskiego był członkiem zarządu Powiatowej Rady Ludowej oraz Polskiej Rady Robotniczo-Żołnierskiej. Od maja 1919 roku był kierownikiem Państwowego Urzędu Pośrednictwa Pracy w Ostrowie, a na początku 1920 roku został wybrany do zarządu powiatu i rady miasta. 
W Ostrowie i regionie pełnił szereg funkcji w organizacjach społecznych, w tym między innymi piastował funkcję prezesa Polsko-Katolickiego Towarzystwa Murarzy i Cieśli. Należał także do Towarzystwa Gimnastycznego ,,Sokół’’. Był współorganizatorem Narodowego Stronnictwa Robotników w Wielkopolsce i członkiem jego władz lokalnych, a następnie czołowym działaczem Narodowej Partii Robotniczej. Był posłem na Sejm Ustawodawczy z okręgu nr III (Poznań), z listy Zjednoczonych Stronnictw Narodowych (mandat objął po zrzeczeniu się tegoż przez Wacława Cegiełkę). W wyborach w 1922 roku kandydował w wyborach do Sejmu i został zastępcą posła z listy nr 8 (Chrześcijański Związek Jedności Narodowej) w okręgu wyborczym nr 37. 